# Encinas Reales
Encinas Reales – miasto w Hiszpanii, w regionie Andaluzja, w prowincji Kordowa. W 2006 liczyło 2 425 mieszkańców.